# Hřiště 7
Hřiště 7 byl televizní pořad pro děti, který navazoval na koncept jeho předchůdců Studia Kamarád, Studia Rosa a Edův pohádkový balík. Byl vysílán od roku 2006 do roku 2010, v roce 2011 ho nahradilo obnovené Studio Kamarád.
Hřiště 7 bylo vysíláno v neděli od 7.30 hodin. Byli změněni moderátoři, ale objevovaly se zde loutkové postavy známé již ze Studia Kamarád Jů a Hele a Muf supermuf a děti z Divadla Radar. Kromě pravidelných nedělních vysílání byl pořad vysílán i během některých svátků (o Vánocích 24., 25. i 26. prosince, na velikonoční pondělí). V rámci pořadu byl vysílán mimo jiné zábavný pořad Kabaret z maringotky nebo jeho vánoční obdoba Kabaret splněných přání. Svoji „školu kouzel“ zde vedl i slavný mág Pavel Kožíšek, který zde učil děti kouzlit.

## Moderátoři
- Arnošt Goldflam (první díly 2006)
- Martin Dejdar
- Lucie Pernetová
- Filip Čapka
- Marek Němec
- Roman Štabrňák
- Petr Šiška
- Pavel Kožíšek

### Loutkoví moderátoři
- Jů a Hele
- Muf supermuf